# Зандаахуугийн Энхболд
Зандаахуугийн Энхболд (род. 23 мая 1966, Улан-Батор) — монгольский политик, государственный деятель, председатель Великого государственного хурала Монголии, председатель Демократической партии Монголии. Почётный доктор Уральского федерального университета (2015). Награждён Орденом Трудового Красного Знамени (2006).

## Биография
Родился Зандаахуугийн Энхболд 23 мая 1966 года в Улан-Баторе. В 1984 году Зандаахуугийн Энхболд окончил среднюю школу в городе Сухэ-Батор Селенгийнского аймака. В 1989 году окончил Уральский государственный политехнический институт (ныне УрФУ) по специальности «инженер автоматики и телемеханики». Вернувшись на родину, Зандаахуугийн Энхболд сделал впечатляющую карьеру, пройдя путь от монтёра Улан-Баторской электрической сети до одного из высших руководителей государства.
В 1996 году окончил юридический факультет Монгольского государственного университета. Зандаахуугийн Энхболд в 2004 году защитил степень магистра Управления бизнесом в Университете Денвера (США).
Зандаахуугийн Энхболд в 1989 году работал монтёром в Улан-Баторской электросети. С 1989 год по 1991 год был инженером в фирме «Монел». В 1991—1993 годах Зандаахуугийн Энхболд — директор компании «Эрэл». Работал директором компании «Интер» (1993—1996).
1996—1999 — председатель Госкомимущества. Зандаахуугийн Энхболд в 1999—2000 годах — советник Председателя Великого государственного хурала Монголии. С 2000 года по 2001 год был генеральным секретарём Демократической партии Монголии.
2004—2005 — Зандаахуугийн Энхболд был председателем Комитета по государственному имуществу. В 2005—2008 годах, с 2008 года по 2012 год и с 2012 года Зандаахуугийн Энхболд — депутат Великого государственного хурала Монголии.
2008—2011 — председатель Постоянного Комитета по безопасности и внешней политики Великого государственного хурала Монголии. Зандаахуугийн Энхболд с 2014 года — председатель Демократической партии Монголии. В 2012—2016 годах Зандаахуугийн Энхболд — председатель Великого государственного хурала Монголии.
Зандаахуугийн Энхболд после окончания Уральского государственного политехнического института в 1989 году, не потерял связей с альма-матер. В 2010 году он приезжал на празднование 90-летия Уральского государственного политехнического института в Екатеринбург. Зандаахуугийн Энхболд в 2013 году был признан победителем новой премии «Признание» (в номинации «Общественная и политическая деятельность»), учреждённой Ассоциацией выпускников Уральского государственного политехнического института, УрГУ и УрФУ. Эту награду Зандаахуугийн Энхболд получил за продвижение университета на международном уровне.
24 сентября 2015 года председатель Великого государственного хурала Монголии и председатель Демократической партии Зандаахуугийн Энхболд стал почётным доктором Уральского федерального университета по решению Учёного совета вуза, которое утверждено 23 сентября 2015 года. За укрепление научных и академических связей между Монголией и Россией, а также развитие сотрудничества в сферах культуры и экономики двух стран Зандаахуугийн Энхболд получил это почётное звание. Мантию и диплом ему вручил ректор Уральского федерального университета Виктор Анатольевич Кокшаров. Зандаахуугийн Энхболд в зале учёного совета Уральского федерального университета вручил медали и ценные подарки ветеранам войны с японским милитаризмом, он прочитал лекцию о развитии демократии и открыл стенд известных монгольских выпускников Уральского федерального университета.
С 2017 года Зандаахуугийн Энхболд — руководитель администрации президента Монголии Баттулги.
Зандаахуугийн Энхболд владеет русским, английским языками.

## Награды и звания
- Орден Трудового Красного Знамени (2006),
- Лучший молодой государственный деятель (1997),
- Лучший молодой политик (1998),
- Магистр Международного управления бизнеса (2004),
- Почётный доктор Уральского федерального университета (2015).